# Еварестов, Евграф Васильевич
 Евграф Васильевич Еварестов (1 мая 1858 — 8 декабря 1919, Уфа) — русский православный святой, священномученик.

## Жизнеописание
Евграф Еварестов родился 1 мая 1858 года в селе Кирсановке Бугурусланского уезда Самарской губернии (ныне село Кирсаново Пономарёвского района Оренбургской области) в семье сельского священника Самарской епархии. В семье было трое сыновей. Братья Евграфа Александр и Геннадий приняли, как и он, священнический сан.
В 1873 году Евграф окончил Бугурусланское духовное училище, в 1879 году — Самарскую духовную семинарию. После окончания семинарии он преподавал в Самарском духовном училище русский и церковнославянский языки. В 1885 году Евграф окончил Казанскую духовную академию, получив степень кандидата богословия и в этом же году определён помощником инспектора Уфимской духовной семинарии.
Жена Анна Васильевна происходила из семьи священника. У Еварестовых родились 15 детей (трое умерли во младенчестве): Александра (1888), Василий (1897), Сергей (1893) Екатерина (1895), Николай (1896), Мария (1897), Иван (1899), Александр (1903), Алевтина (1905), Алексей (1906), Анна (1909) и Варвара.
24 мая 1887 года Евграф Еварестов рукоположён диаконом епископом Уфимским и Мензелинским Дионисием (Хитровым), а 25 мая — иереем к кафедральному Воскресенскому собору в Уфе. 30 января 1900 года возведён в сан протоиерея.
Отец Евграф с 1900 по 1917 год избирался действительным членом губернского статистического комитета, в 1916 году вошёл в состав только что учреждённой губернской учёной архивной комиссии.
Евграф обладал энциклопедическими знаниями, даром слова и умением вести полемику. Он проповедовал слово Божие, вплоть до 1917 года являлся благочинным кафедрального собора (с 1897) и домовых церквей Уфы (с 1902); цензором проповедей, «Уфимских епархиальных ведомостей» и других епархиальных изданий (с 1896); преподавал; неизменно избирался председателем созданной им эмеритальной кассы Уфимского епархиального ведомства (с 1893), делопроизводителем (с 1891), в 1900-х годах — председателем епархиальных съездов духовенства.
В 1887—1917 годах он был преподавателем обличительного богословия, истории и обличения русского раскола. Член правления Уфимской духовной семинарии от духовенства по педагогической и распорядительной части. В семинарии иерей Евграф исполнял обязанности инспектора (в 1891, 1894—1896), библиотекаря (до 1903) и ректора (1903—1905). Временно преподавал в семинарии гомилетику, литургику и практическое руководство для пастырей.
Кроме того, он преподавал Закон Божий в землемерном училище Уфы. Епархиальный катехизатор (1888—1898), председатель уездного отделения Епархиального училищного совета (1889—1899), председатель Уфимского епархиального училищного совета (1900—1905), председатель Епархиальной экзаменационной комиссии для ищущих священно- и церковнослужительских степеней (1906—1914).
С 1890-х годов состоял членом, в 1904—1917 годах — казначеем Уфимского епархиального комитета Православного миссионерского общества. В 1896—1904 годах — член совета и миссионерского отдела епархиального братства Воскресения Христова. С 1905 года начальник противораскольнической миссии. Член-соревнователь Попечительства о народной трезвости (с 1898), член Комитета по устройству народных чтений, член-учредитель Восточно-русского культурно-просветительного общества в Уфе (1916). Принимал участие в работе многих благотворительных комитетов и обществ: являлся членом Уфимского отделения Попечительства императрицы Марии Феодоровны о глухонемых и Попечительства при училище глухонемых (основано на церковные средства в 1902); членом Уфимского отделения Комитета великой княгини Елизаветы Феодоровны по оказанию благотворительной помощи семьям лиц, призванных на войну (с 1915); членом совета Попечительства при Иоанно-Златоустовской церкви Уфимской духовной семинарии для вспомоществования бедным воспитанникам (почётный благотворитель); членом Общества вспомоществования нуждающимся учащимся землемерного училища. В 1907—1909 годах и в 1911 году состоял депутатом Уфимской городской думы от духовного ведомства.
Во время Гражданской войны Евграф Еварестов создал при кафедральном соборе лазарет, участвовал в организации сбора одежды, белья и денежных средств для воевавшей с большевиками Народной армии, созданной Сибирской директорией. После взятия Уфы Красной армией в 1919 году был арестован, но освобождён незадолго до прихода в марте войск адмирала Колчака.
Перед повторным взятием Уфы Красной армией в июне 1919 года с благословения епископа Уфимского Андрея (Ухтомского) из города уехала большая часть духовенства, Евграф отказался оставить паству и продолжал служение в соборе. Четверо сыновей отца Евграфа служили в армии Колчака: двое из них пошли добровольцами, двое были мобилизованы. С армией Колчака ушли две дочери отца Евграфа — одна была замужем за прокурором суда Западной армии Колчака, вторая — замужем за инженером, офицером при армии Колчака.
18 ноября 1919 года Еварестов был арестован по распоряжению особого отдела Восточного фронта, помещён в уфимскую тюрьму. На многочасовых допросах подвергался издевательствам: его били, таскали за бороду, плевали ему в лицо. 30 ноября коллегией особого отдела при Реввоенсовете Восточного фронта был приговорён к расстрелу.
Расстрелян в декабре 1919 года в Уфе. Место погребения неизвестно.
Супругу протоиерея Анну Васильевну арестовали в 1919 году, предъявив обвинение в содействии сбору денег на нужды Народной армии, в родственных связях с белыми, в злостно-умышленных показаниях. 30 ноября 1919 особым отделом при Реввоенсовете Восточного фронта Анне Еварестовой был вынесен приговор: заключить в концентрационный лагерь на все время Гражданской войны без права амнистирования, имущество конфисковать, детей передать в социальное обеспечение.
31 марта 1920 года телеграммой Губвоенкома пришло разрешение семье вернуться в Уфу в свой дом, где она и скончалась в 1922 году.

## Канонизация
В 1999 году Евграф Васильевич Еварестов прославлен в лике местночтимых святых Уфимской епархии.
В августе 2000 года Архиерейским Собором РПЦ его имя внесено в Собор новомучеников и исповедников Российских XX в. для общецерковного почитания.
Память 24 ноября и в Соборе новомучеников и исповедников Российских.

## Награды
Набедренник (1888), скуфья (1889), камилавка (1892), наперсный крест (1895), орден св. Анны 3-й степени (1901), орден св. Анны 2-й степени (1903), орден св. Владимира 4-й степени (1906), орден св. Владимира 3-й степени (1914), палица (1911), митра.
Отец Евграф был удостоен архипастырской благодарности: в 1891 г. — «за усердное преподавание Слова Божия», в августе 1893 г. «за безупречные и безмездные труды по ведению дел епархиальной эмеритальной кассы», в 1895 году — «за составление сказания о чудотворной Казанско-Богородской иконе Божией Матери и за пожертвование 100 рублей в пользу церковно-приходских школ», в 1900 году — «по увещанию старообрядцев и осмотру церковных школ», в 1901 году — «за миссионерские труды».

## Труды
Евграф Васильевич Еварестов — автор более 40 церковно-исторических работ, статей, проповедей и поучений.
Е. Еварестов «Сказание о святой чудотворной иконе Божией Матери, по изображению именуемой Казанскою, а по месту явления Богородскою, ныне находящейся в Уфимском Воскресенском Кафедральном соборе» Уфа. 1894 г.
Объяснение 68-го псалма // Уфимские ЕВ. 1887. № 17. С. 530—538; № 18. С. 563—569; № 19. С. 590—596; № 20. С. 621—630; № 21. С. 650—658;
Постановления относительно духовенства в царствование имп. Александра II // Там же. № 22. С. 676—693; № 23. С. 706—720; № 24. С. 737—749;
Преосв. Дионисий, еп. Уфимский и Мензелинский: (Ко дню 50-летия его служения в священном сане, 6 апр. 1841 — 6 апр. 1891) // Там же. 1891. № 7. С. 218—263 (отд. отт.; Уфа, 1891);
Слово в день празднования 50-летнего юбилея священнослужения преосв. Дионисия, еп. Уфимского и Мензелинского // Там же. № 8. С. 296—330;